# Glenea celia
Glenea celia là một loài bọ cánh cứng trong họ Cerambycidae.